# Милош Богићевић
Милош А. Богићевић (Јаребице, 1811 — Шабац, 20. октобар 1844) је био управитељ вароши Београда (градоначелник).

## Биографија и службовање
Био је млађи је син Подринског (Лозничког) војводе Антонија-Анте Богићевића. Отац му је умро као један од вођа устанка 1813.
Милош Богићевић је 1828. постао писар свог зета Јеврема Обреновића, брата кнеза Милоша, а од наредне године и његов секретар. 1832. је дао оставку на овај положај.
1836. је постао старешина Јадарског среза, али већ 1837. је изведен на суд и отпуштен.
1. марта, 1839. је постављен за начелника „окружја Шабачког“. Након тога је 1840. постао управитељ вароши Београда. На овој одговорној и осетљивој дужности се нашао као поборник династије Обреновића и противник уставобранитеља.
На дужности управитеља Београда је био до септембра 1840, када је прешао у Попечитељство унутрашњих дела, где је службовао као помоћник министра, и из чина мајора је унапређен у потпуковника.
Уставобранитељи су 1842, подигли Нишку буну. Када је кнез Михаило збачен са власти, Богићевић је са њим пребегао у Земун, на територију Аустријског царства, а затим је послат у Нови Сад где је био шеф кнежеве канцеларије.
Након што су уставобранитељи објавили амнестију, 1843. се вратио у Србију. У свом родном крају се повезао са истомишљеницима и 22. септембра 1844. су подигли Катанску буну против Карађорђевића. 
Побуњеници су освојили Шабац, и за начелника вароши је постављен Милош Богићевић. На овој дужности је био јако кратко, јер је уставобранитељ Тома Вучић Перишић брзо угушио побуну и ушао у Шабац. Богићевић је био међу старешинама које су на преком суду осуђене на смрт.